# Festivali i Këngës 51
Festivali i Këngës 51 var den 51:a upplagan av den albanska musiktävlingen Festivali i Këngës. Tävlingen hölls i vanlig ordning i slutet av december, 2012. 2012 års festival gick av stapeln den 20, 21 och 22 december med final den 22 december. Värdar för tävlingen var journalisten och värden Enkel Demi tillsammans med Albaniens representant i Miss World 2012, Floriana Garo. Tävlingen vanns av Adrian Lulgjuraj & Bledar Sejko som kom att representera Albanien i Eurovision Song Contest 2013, som gick av stapeln i Malmö i Sverige, med låten "Identitet".

## Upplägg
Tävlingen kom i vanlig ordning att hållas i Pallati i Kongreseve i centrala Tirana. Som i Festivali i Këngës 50 valdes Shpëtim Saraçi återigen till tävlingens artistiska direktör. Under detta års upplaga kom även Edmond Zhulali att vara delaktig. Tävlingen spreds ut över tre dagar med två semifinaler (20 och 21 december) samt final den sista dagen (22 december). I varje semifinal kom 13 bidrag att tävla om platserna till finalen. Därav fanns det inte en dag avsedd för unga artister eller för duetter, som varit aktuellt i tidigare upplagor av tävlingen. Likt tidigare år utsågs även detta års tävlings vinnare av en professionell jury bestående av 7 personer som arbetar inom den albanska musikindustrin. Samtliga bidrag framfördes live, alltså var inte playback tillåtet.

### Hit Fest
År 2012 började RTSH att anordna musiktävlingen Hit Fest som inriktar sig på ungdomar. Tävlingen år 2012 hade flera meriterade domare som Kejsi Tola, Olta Boka och Aurela Gaçe. Vinnaren av den första upplagan av Hit Fest kom att tilldelas en biljett till detta års upplaga av Festivali i Këngës. Vinnare blev Enxhi och Xhejn Kumrija som deltog i tävlingens första semifinal som hölls den 20 december.

### Jury och personal
En nyhet i årets tävling var att juryn, som utsåg vinnaren, även innefattade utländska personer. Tidigare har det bara funnits albanska jurymedlemmar. Årets jury bestod av 4 albanska och 3 utländska jurymedlemmar. Den utländska gruppen bestod av 1 medlem från Italien, 1 från Malta samt 1 från Ungern. Juryn presenterades den 19 december 2012.
1. Nicola Caligiore (Italien)
2. Joseph Mizzi (Malta)
3. Szilvia Püspök (Ungern)

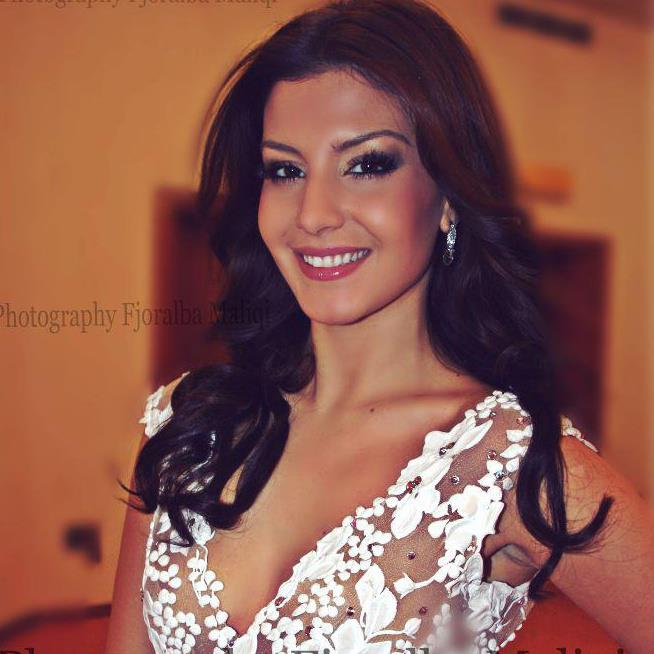
Tävlingens kvinnliga programledare Floriana Garo.

4. Sokol Shupo, kompositör och musikprofessor
5. Justina Aliaj, sångare och skådespelerska som deltog i Festivali i Këngës 11
6. Zef Coba, kompositör
7. Petrit Ymeri, kompositör

Tävlingen kom att regisseras av Agron Vulaj och Astrit Idrizi. Manusförfattare till tävlingen var Ëngjëll Ndoçaj och Edi Oga. Fotografisk regissör var Franco Ferrari och bildproducent var Joni Peçi. Tävlingens direktör var Petrit Beçi.
Tävlingen kom även att ha fem bakgrundssångare, tre kvinnor och två man: Rudina Delia, Bledi Polena, Megi Laska, Eltina Minarolli samt Armando Likaj. Bland andra Rudina Delia och Megi Laska hade själva tidigare deltagit i Festivali i Këngës.

## Händelser

### Diskvalificerat bidrag
I den andra semifinalen ställde sångerskan Ani Çuedari upp med låten "Më ler një ëndërr", komponerat av Arjon Muka och med text skriven av henne själv. Çuedari framförde sitt bidrag i den andra semifinalen och efter att juryn röstat gick hon vidare till finalen. Dagen efter semifinal 2, på finaldagen den 22 december, bestämde sig tävlingens organisatörer för att diskvalificera bidraget. Detta på grund av anklagelser om plagiat. Låten påstås vara ett plagiat på den sydkoreanska sångerskan J-Mins låt "Stand Up" från september 2012. Beslutet om att diskvalificera låten togs efter att tävlingens artistiska direktör Shpëtim Saraçi tillsammans med de sju jurymedlemmarna genomlyssnat de bägge låtarna.
Genom att Çuedari diskvalificerades blev detta första gången i tävlingens historia som ett bidrag som tagit sig till finalen diskvalificeras. Dock har det tidigare förekommit anklagelser om bland annat plagiat.

## Deltagare

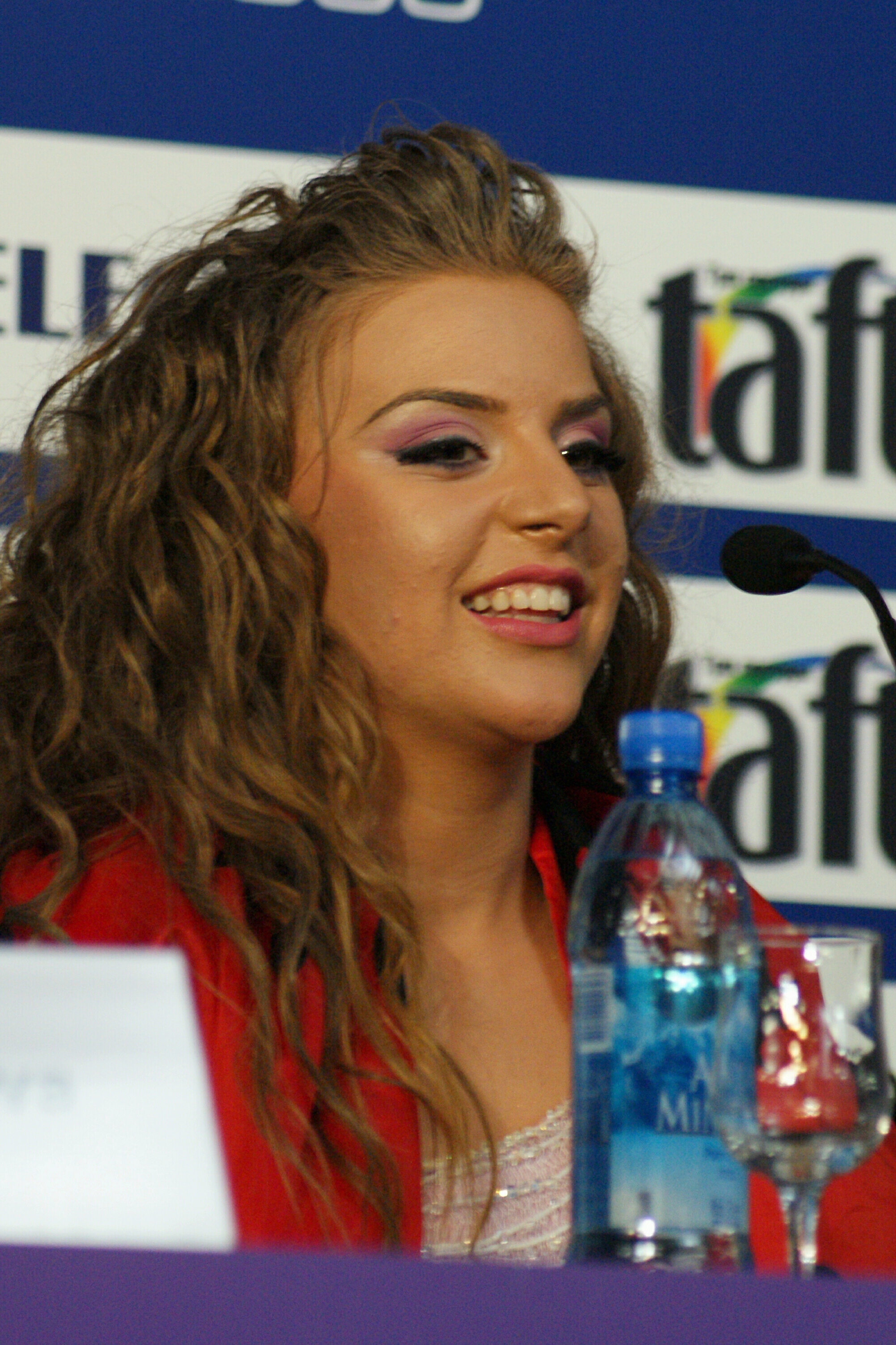
Kejsi Tola ställde upp i tävlingen för fjärde gången.

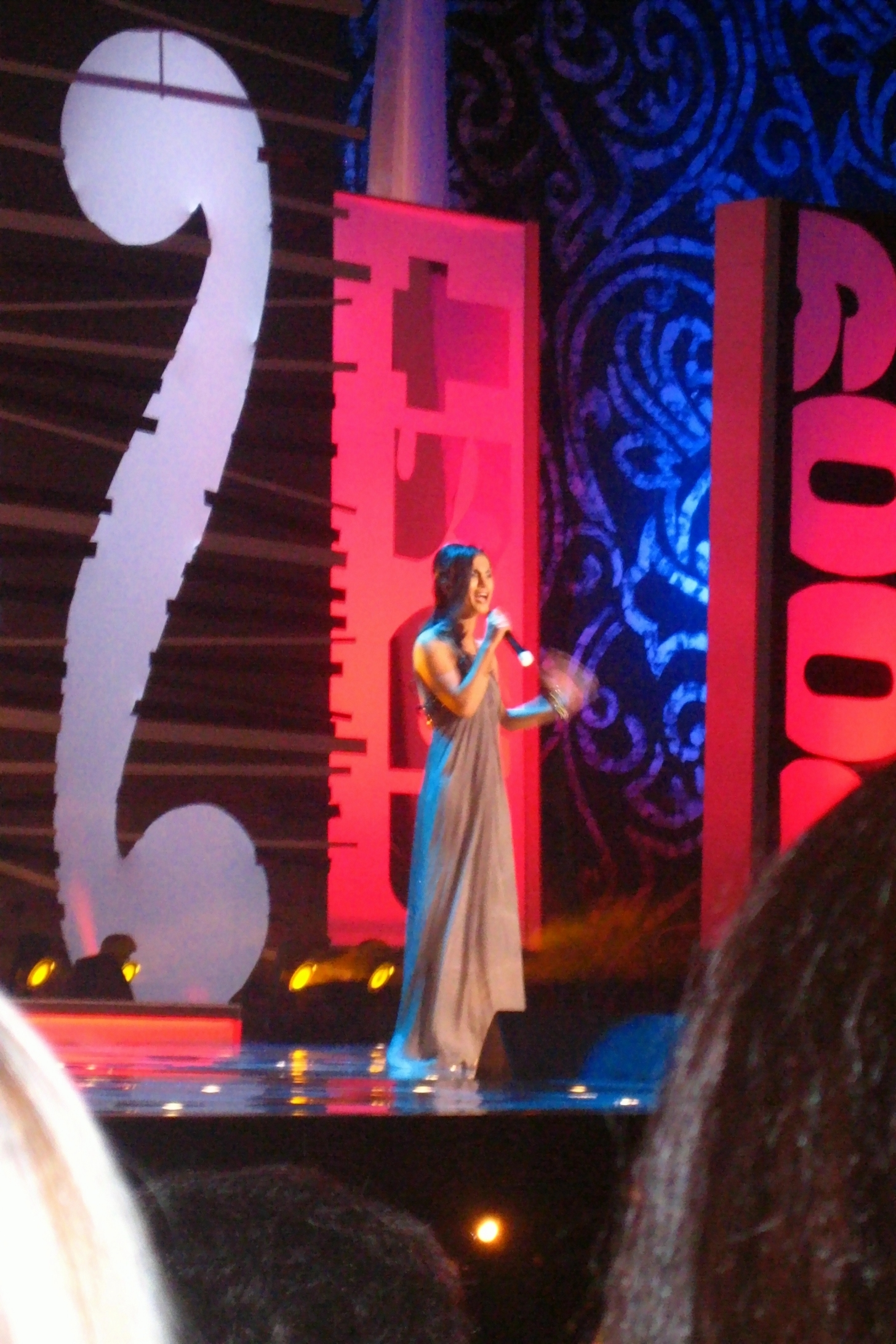
Detta års bidrag blev Anjeza Shahinis fjärde.

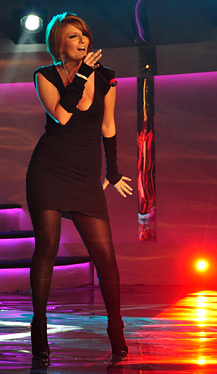
Rosela Gjylbegu hade både slutat tvåa och trea i tävlingen tidigare.

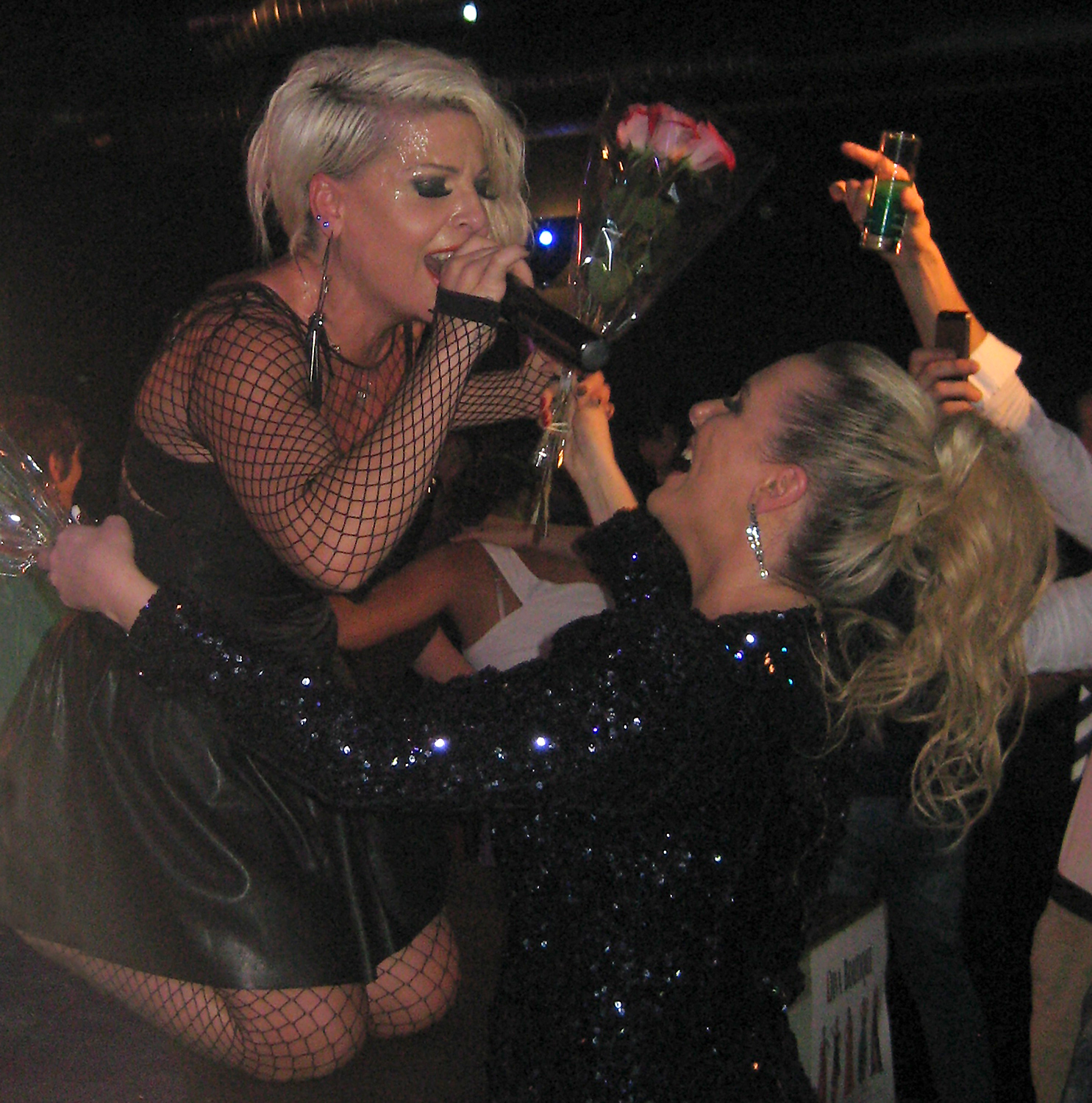
Vesa Luma (till höger) hade hittills slutat oplacerad samt slagits ut ur tävlingen.

I juli 2012 började tävlingens ansvariga TV-bolag, RTSH, förberedelserna inför för 2012 års upplaga av tävlingen. Man meddelade att bidrag skulle kunna skickas in mellan den 8 och 9 oktober 2012. Detta annonserades bland annat genom att sända TV-reklam på TVSH. I tävlingen tillåts endast nationella, det vill säga albanska, kompositörer och låtskrivare. Deltagarna måste även vara äldre än 16 år, vilket är gränsen som EBU satt för Eurovision Song Contest. Möjligheten att sända in bidrag till RTSH skulle ursprungligen avslutats med deadline den 9 oktober 2012 men detta ändrades genom att deadlinen förlängdes fram till den 22 oktober på grund av att kompositörerna behövde mer tid på sig att skriva klart bidragen. Den 24 oktober meddelade RTSH att man mottagit omkring 65 bidrag till tävlingen. Dessa kom att bedömas av en professionell jury, som i slutet av oktober presenterade de 26 bidrag som kom att delta i tävlingen. Bland deltagarna fanns två tidigare Eurovision-deltagare, Anjeza Shahini, som representerade Albanien i debutsåret 2004 samt Kejsi Tola som deltog i Moskva 2009. Dessutom deltog Rosela Gjylbegu, som slutat både tvåa och trea i tävlingen tidigare.

### Återkommande artister
Följande artister har deltagit i tävlingen en eller fler gånger efter att Festivali i Këngës blev Albaniens uttagning till Eurovision Song Contest (sedan år 2003). 
| Artist          | Tidigare år            | Placering (Vid tidigare tillfällen) | Placering (2012) |
| --------------- | ---------------------- | ----------------------------------- | ---------------- |
| Rosela Gjylbegu | 2003, 2004, 2006, 2007 | 3, opl., 2, 13                      | 9                |
| Kejsi Tola      | 2008, 2009, 2010       | 1, 15, UT                           | 4                |
| Anjeza Shahini  | 2003, 2005, 2009       | 1, opl., 2                          | 2                |
| Vesa Luma       | 2004, 2007             | opl., UT                            | 15               |
| Selami Kolonja  | 2010                   | 12                                  | 15               |
| Flaka Krelani   | 2007, 2009             | 2, 5                                | 6                |
| Entela Zhula    | 2005, 2010, 2011       | opl., UT, UT                        | UT               |
| Hersi           | 2006, 2010, 2011       | 10, 11, 14                          | 3                |
| Bojken Lako     | 2009, 2011             | 6, 10                               | 8                |
| Kozma Dushi     | 2003, 2004, 2005, 2007 | opl., UT, opl., 16                  | UT               |
| Dr. Flori       | 2008, 2011             | 3, 8                                | 9                |
| Ani Çuedari     | 2007                   | UT                                  | Diskvalificerad  |

## Semifinaler
Den 31 oktober presenterade RTSh tävlingens 26 deltagare samt kompositörerna till artisternas bidrag. Sent i november meddelades startordningen i de två semifinalerna. I början på december avslöjade RTSh deltagarnas låttitlar.

### Semifinal 1
Den första semifinalen hölls den 20 december 2012 i Pallati i Kongreseve. 13 bidrag deltog varav 9 kom att ta sig vidare till finalen.
För att hedra 40-årsjubileet av Festivali i Këngës 11, där många av tävlingens deltagare dömdes till fängelse, kom fyra kända artister att framföra låtar från den tävlingen. Dessa var följande:
1. Sherif Merdani – "Duart e nënës"
2. Mariza Ikonomi – "Udhët janë të bukura"
3. Luiz Ejlli – "Kur vjen pranvera"
4. Juliana Pasha – "Natën vonë"

Det ungerska bandet Compact Disco, som representerade sitt hemland i Eurovision Song Contest 2012 med låten "Sound of Our Hearts" och slutade 24:a i finalen, var mellanakt.
| Nr | Artist                        | Låt                 | Text / Musik                          | Resultat |
| -- | ----------------------------- | ------------------- | ------------------------------------- | -------- |
| 1  | Selami Kolonja                | Ku je?              | Selami Kolonja                        | Vidare   |
| 2  | Rosela Gjylbegu               | Dëshirë             | Endrit Mumajesi / Endrit Shahi        | Vidare   |
| 3  | Kejsi Tola                    | S'jemi më atje      | Sokol Marsi                           | Vidare   |
| 4  | Vesa Luma                     | S'jam perfekt       | Big Basta / Florent Boshnjaku         | Vidare   |
| 5  | Elis Nova                     | Ajo                 | Elis Nova                             | Utslagen |
| 6  | Kozma Dushi                   | Ëndërr mbete ti     | Arben Duka / Vladimir Kotani          | Utslagen |
| 7  | Bon Bon Band                  | Humbur              | Alban Gjoçi / Tahir Gjoçaj            | Utslagen |
| 8  | Dr. Flori & Fabi              | Jam ti!             | Dr. Flori & Fabi                      | Vidare   |
| 9  | Merland Kademi                | Këtu fillon parajsa | Florian Zyka / Elvis Duro             | Vidare   |
| 10 | Rezarta Smaja                 | Ti?                 | Florian Zyka / Lambert Jorganxhi      | Vidare   |
| 11 | Ardian Bujupi                 | I çmendur për ty    | Ardian Bujupi                         | Vidare   |
| 12 | Xhejn Kumrija & Enxhi Kumrija | Arti i një fundi    | Xhejn Kumrija / Xheni & Enxhi Kumrija | Vidare   |
| 13 | Arjela Krasniqi               | Më thuaj pse?       | Gramoz Kozeli                         | Utslagen |

### Semifinal 2
Den andra semifinalen gick av stapeln den 21 december. I semifinal 2 tävlade de 13 sista bidragen i tävlingen om de 9 sista platserna till finalen som totalt kom att bestå av 18 bidrag. 
Likt den första semifinalen kom 4 kända artister att framföra låtar från Festivali i Këngës 11. Dessa var följande:
1. Justina Aliaj – "Në ekranin e televizorit"
2. Sajmir Braho – "Shoqja ime më e mirë"
3. Soni Malaj – "Rruga e Dibrës"
4. Mira Konçi – "Mozaik tingujsh, mozaik ngjyrash"

Som mellanakt framträdde den bosniske sångaren Hajrudin Varešanovic med bandet Hari Mata Hari. Med bandet slutade han trea i Eurovision Song Contest 2006 med låten "Lejla".
| Nr | Artist                         | Låt                   | Text / Musik                        | Resultat        |
| -- | ------------------------------ | --------------------- | ----------------------------------- | --------------- |
| 1  | Arjan Dredhasi                 | Fluturim i lirë       | Pandi Laço / Arjan Dredhasi         | Utslagen        |
| 2  | Adrian Lulguraj & Bledar Sejko | Identitet             | Eda Sejko / A. Lulgjuraj & B. Sejko | Vidare          |
| 3  | Hersi                          | Kush ta dha këtë emër | Jorgo Papingji / Genti Lako         | Vidare          |
| 4  | Lynx                           | Si ty askush          | Lynx                                | Vidare          |
| 5  | Entela Zhula                   | Dyert e parajsës      | Vullnet Ibrahimi                    | Utslagen        |
| 6  | Anjeza Shahini                 | Love                  | Skënder Sherifi / Edmond Zhulali    | Vidare          |
| 7  | Kelly                          | Ylli im polar         | Kelly / Vedat Ademi                 | Vidare          |
| 8  | Bojken Lako                    | Lot... jetë? Dashuri  | Bojken Lako                         | Vidare          |
| 9  | Marsela Çibukaj                | Mijëra netë           | Eneda Mjeshtri / Alban Male         | Utslagen        |
| 10 | Valon Shehu                    | Nuk do të ndal        | Sokol Marsi / Marjan Deda           | Vidare          |
| 11 | Ani Çuedari                    | Më ler një ëndërr     | Ani Çuedari / Arjon Muka            | Diskvalificerad |
| 12 | Na                             | Sa larg               | Kreshnik Koshi / Enis Mullaj        | Utslagen        |
| 13 | Flaka Krelani                  | Labirinti i zemrës    | Pandi Laço / Endri Sina             | Vidare          |

## Final
Finalen gick av stapeln lördagen den 22 december 2012 i Pallati i Kongreseve. Till finalen tog sig totalt 9 bidrag från den första semifinal. Från den andra tog sig även där 9 bidrag vidare, men efter att Ani Çuedari diskvalificerats gick enbart 8 vidare.. Detta gav totalt 17 finalister. Till finalen kom även flera kända artister att framträda. Azerbajdzjans representanter som vann Eurovision Song Contest 2011, Ell & Nikki, framträdde i finalen. Även den albanske tenoren Saimir Pirgu samt violinisten Shkelzën Doli framträdde i finalen. Startordningen i finalen lottades efter de bägge semifinalerna, men sedan Çuedari diskvalificerats ägde förändringar i startordningen rum.
| Nr | Artist                          | Låt                   | Text / Musik                          | Poäng | Plats |
| -- | ------------------------------- | --------------------- | ------------------------------------- | ----- | ----- |
| 1  | Ardian Bujupi                   | I çmendur për ty      | Ardian Bujupi                         | 10    | 11    |
| 2  | Valon Shehu                     | Nuk do të ndal        | Sokol Marsi / Marjan Deda             | 0     | 15    |
| 3  | Merland Kademi                  | Këtu fillon parajsa   | Florian Zyka / Elvis Duro             | 40    | 5     |
| 4  | Kelly                           | Ylli im polar         | Kelly / Vedat Ademi                   | 3     | 12    |
| 5  | Rezarta Smaja                   | Ti?                   | Florian Zyka / Lambert Jorganxhi      | 36    | 7     |
| 6  | Kejsi Tola                      | S'jemi më atje        | Sokol Marsi                           | 42    | 4     |
| 7  | Lynx                            | Si ty askush          | Lynx                                  | 1     | 14    |
| 8  | Hersi                           | Kush ta dha këtë emër | Jorgo Papingji / Genti Lako           | 48    | 3     |
| 9  | Rosela Gjylbegu                 | Dëshirë               | Endrit Mumajesi / Endrit Shahi        | 11    | 9     |
| 10 | Flaka Krelani                   | Labirinti i zemrës    | Pandi Laço / Endri Sina               | 39    | 6     |
| 11 | Vesa Luma                       | S'jam perfekt         | Big Basta / Florent Boshnjaku         | 0     | 15    |
| 12 | Anjeza Shahini                  | Love                  | Skënder Sherifi / Edmond Zhulali      | 62    | 2     |
| 13 | Adrian Lulgjuraj & Bledar Sejko | Identitet             | Eda Sejko / A. Lulgjuraj & B. Sejko   | 74    | 1     |
| 14 | Bojken Lako                     | Lot... jetë? Dashuri  | Bojken Lako                           | 27    | 8     |
| 15 | Selami Kolonja                  | Ku je?                | Selami Kolonja                        | 0     | 15    |
| 16 | Dr. Flori & Fabi                | Jam ti!               | Dr. Flori & Fabi                      | 11    | 9     |
| 17 | Xhejn Kumrija & Enxhi Kumrija   | Arti i një fund       | Xhejn Kumrija / Xhejn & Enxhi Kumrija | 2     | 13    |

### Röstningsresultat
|           |                                 | Domare       |          |          |          |           |         |    |    |
| Totalt    | P. Ymeri                        | N. Caligiore | S. Shupo | J. Aliaj | J. Mizzi | S. Püspők | Z. Coba |    |    |
| Deltagare | Adrian Lulgjuraj & Bledar Sejko | 74           | 12       | 12       | 7        | 12        | 12      | 12 | 7  |
| Deltagare | Anjeza Shahini                  | 62           | 8        | 10       | 10       | 8         | 8       | 8  | 10 |
| Deltagare | Hersi Matmuja                   | 48           | 0        | 7        | 5        | 10        | 10      | 10 | 6  |
| Deltagare | Kejsi Tola                      | 42           | 6        | 8        | 4        | 6         | 7       | 7  | 4  |
| Deltagare | Merland Kademi                  | 40           | 10       | 5        | 8        | 3         | 1       | 5  | 8  |
| Deltagare | Flaka Krelani                   | 39           | 5        | 4        | 12       | 1         | 5       | 0  | 12 |
| Deltagare | Rezarta Smaja                   | 36           | 4        | 2        | 6        | 7         | 6       | 6  | 5  |
| Deltagare | Bojken Lako                     | 27           | 7        | 1        | 3        | 5         | 4       | 4  | 3  |
| Deltagare | Rosela Gjylbegu                 | 11           | 0        | 3        | 2        | 2         | 2       | 0  | 2  |
| Deltagare | Dr. Flori & Fabi                | 11           | 3        | 0        | 0        | 4         | 3       | 1  | 0  |
| Deltagare | Ardian Bujupi                   | 10           | 0        | 6        | 0        | 0         | 0       | 3  | 1  |
| Deltagare | Kelly                           | 3            | 1        | 0        | 0        | 0         | 0       | 2  | 0  |
| Deltagare | Xhejn & Enxhi Kumrija           | 2            | 2        | 0        | 0        | 0         | 0       | 0  | 0  |
| Deltagare | Lynx                            | 1            | 0        | 0        | 1        | 0         | 0       | 0  | 0  |
| Deltagare | Valon Shehu                     | 0            | 0        | 0        | 0        | 0         | 0       | 0  | 0  |
| Deltagare | Vesa Luma                       | 0            | 0        | 0        | 0        | 0         | 0       | 0  | 0  |
| Deltagare | Selami Kolonja                  | 0            | 0        | 0        | 0        | 0         | 0       | 0  | 0  |

### 12-poängare
| Antal | Artist                  | Bidrag               | Slutplacering |
| ----- | ----------------------- | -------------------- | ------------- |
| 5     | A. Lulgjuraj & B. Sejko | "Identitet"          | 1             |
| 2     | Flaka Krelani           | "Labirinti i zemrës" | 6             |

### Fotnoter
1. ↑  Jiandani, Sanjay (24 september 2012). ”Festival I Kenges 2012 on December 20th-22nd”. ESCToday. http://www.esctoday.com/?p=37647. Läst 29 september 2015.
2. 1 2  Sahiti, Gafurr (10 november 2012). ”Festivali i Kenges hosts announced” (på engelska). esctoday. http://www.esctoday.com/?p=38524.
3. 1 2 3  Sahiti, Gafurr (23 december 2012). ”Adrian Lulgjuraj & Bledar Sejko to represent Albania in Malmö”. esctoday. http://www.esctoday.com/40507/adrian-lulgjuraj-bledar-sejko-to-represent-albania-in-malmo/. Läst 29 september 2015.
4. 1 2 3 4 5 6  Dedaj, Valeria (22 december 2012). ”Përjashtohet “Më ler një ëndërr” nga Festivali 51” (på albanska). Shekulli. Arkiverad från originalet den 23 december 2012. https://web.archive.org/web/20121223131715/http://shekulli.com.al/web/p.php?id=11813&kat=94.
5. 1 2  ”Pirgu në edicionin e 51-të” (på albanska). Gazetaexpress. 16 december 2012. Arkiverad från originalet den 18 december 2012. https://web.archive.org/web/20121218221653/http://www.gazetaexpress.com/?cid=1%2C23%2C99300.
6. 1 2  ”Albanian pre-selection begins – RTSH calls for songs” (på engelska). Escwebs. 20 juli 2012. Arkiverad från originalet den 27 april 2014. https://web.archive.org/web/20140427101739/http://escwebs.net/2012/07/20/albanian-pre-selection-begins-rtsh-calls-for-songs/.
7. 1 2 3 4 5  Sahiti, Gafurr (3 november 2012). ”More details about Festivali i Kenges 2012” (på engelska). esctoday. http://www.esctoday.com/?p=38428.
8. 1 2  ”“Hit Fest”, produksioni i ri i Radio Televizionit Shqiptar” (på albanska). Lajmeshqip. 30 juli 2012. Arkiverad från originalet den 3 augusti 2012. https://web.archive.org/web/20120803055202/http://www.lajmeshqip.com/kultura/hit-fest-produksioni-i-ri-i-radio-televizionit-shqiptar. Läst 25 november 2012.
9. ↑  Sahiti, Gafurr (19 december 2012). ”Festivali i Këngës 51, jury names revealed” (på engelska). Esctoday. http://www.esctoday.com/40305/festivali-i-kenges-51-jury-names-revealed/.
10. 1 2  Sahiti, Gafurr (6 december 2012). ”Festivali i Kenges 51, rehearsals kicked off today” (på engelska). esctoday. http://www.esctoday.com/?p=39504.
11. 1 2  Escudero, Victor M. (22 december 2012). ”Tonight: Festivali i Këngës Final in Albania” (på engelska). EBU. http://www.eurovision.tv/page/news?id=tonight_festivali_i_kenges_final_in_albania.
12. ↑  J-Min – "Stand Up" Musikvideo på Youtube
13. ↑  Ani Çuedari – "Më ler një ëndërr"[död länk] Video på Dailymotion
14. 1 2  Sahiti, Gafurr (21 juli 2012). ”RTSH call for songs, deadline 9th of October” (på engelska). Esctoday. http://www.esctoday.com/?p=37096.
15. ↑  ”Song submission date extended for FiK” (på engelska). Esctoday. 10 oktober 2012. http://www.esctoday.com/?p=37872.
16. 1 2  Jiandani, Sanjay. ”Around 65 songs received for Albanian festival” (på engelska). esctoday. http://www.esctoday.com/?p=38185.
17. ↑  Rapo, Juha (31 oktober 2012). ”26 Albanian artist names revealed” (på engelska). esctoday. http://www.esctoday.com/?p=38361.
18. 1 2  Sahiti, Gafurr (30 november 2012). ”Festivali i Kenges 51, running order announced” (på engelska). esctoday. http://www.esctoday.com/?p=39384.
19. ↑  Brey, Marco (2 december 2012). ”Albania: Festivali i Këngës line-up revealed” (på engelska). EBU. http://www.eurovision.tv/page/news?id=albania_festivali_i_kenges_line-up_revealed. Läst 3 december 2012.
20. ↑  Sahiti, Gafurr (20 december 2012). ”Tonight: First semi-final of Festivali i Këngës” (på engelska). esctoday. http://www.esctoday.com/40336/tonightfirst-semi-final-of-festivali-i-kenges/.
21. 1 2 3  Sahiti, Gafurr (17 december 2012). ”Festivali i Këngës 51: Hari Mata Hari, Ell & Nikki interval acts” (på engelska). esctoday. http://www.esctoday.com/40224/festivali-i-kenges-51-hari-mata-hari-ell-nikki-interval-acts/.
22. ↑  Sahiti, Gafurr (21 december 2012). ”Tonight: Second semi-final of Festivali i Këngës 51” (på engelska). esctoday. http://www.esctoday.com/40407/tonight-second-semi-final-of-festivali-i-kenges-51/.